# Gyrinini
Gyrinini – plemię chrząszczy z podrzędu drapieżnych i rodziny krętakowatych.

## Opis
Spośród pozostałych plemion podrodziny Gyrininae przedstawiciele Gyrinini wyróżniają się posiadaniem 11 podłużnych rzędów, w formie rowków lub serii punktów, na każdej z pokryw oraz jednoczłonowej żuwki zewnętrznej (galea) szczęk. Ponadto wszystkie mają widoczną tarczkę przy zamkniętych pokrywach i 9-członowe flagellum czułków.

## Systematyka i zoogeografia
W pracy Boucharda i innych z 2011 roku Gyrynini podzielone są na dwa podplemiona: Gyrinina i Heterogyrina, z których drugie zostało w 2012 wyniesione do rangi osobnej podrodziny Heterogyrinae. Współcześnie należą tu 3 rodzaje:
- Gyrinus Geoffroy, 1762 – rozprzestrzeniony kosmopolitycznie
- Metagyrinus Brinck, 1955 – zasiedla południowo-wschodnią Azję
- Aulonogyrus Motschulsky, 1853 – rozprzestrzeniony kosmopolitycznie